# Okcitanski jezici
Okcitanski jezici (langue d'oc) ogranak iberoromanskih jezika koji se govore u departmana južne Francuske, te u nekim dijelovima Španjolske i Italije. Ovoj skupini pripada najmanje dva jezika od kojih je živ jedino Okcitanski jezik a ima 6 dijalekata od kojih su njih pet imali status posebnih individualnih jezika: overnjanski (Auvergnat [auv]), gaskonjski (Gascon [gsc]), langedoški (Languedocien [lnc]), limuzinski (Limousin [lms]) i provansalski (Provençal [prv]). 
Drugi jezik bio je izumrli judeoprovansalski. Gaskonjski se također ponekad smatra posebnim jezikom.

## Jezici
- 1) Okcitanski jezik
- 2) Judeoprovansalski jezik, ili shuadit kojim su do 1977. govorili Židovi u departmanu Vaucluse u južnoj Francuskoj i u gradu Avignon.
- 3. Starookcitanski ili staroprovansalski [pro, povijesni je jezik i prethodnik današnjg provansalskog jezika]

## Vanjske poveznice
- Ethnologue (14th)
- Ethnologue (15th)
- Tree for Oc  Arhivirana inačica izvorne stranice od 25. prosinca 2009. (Wayback Machine)